# Афраний Декстер
Афраний Декстер (на латински: Afranius Dexter) е политик и сенатор на Римската империя.
Произлиза от фамилията Афрании. Приятел е на поета Марк Валерий Марциал.
Той е суфектконсул през 98 г. по времето на император Траян. Убит е по време на службата си.